# Miquel Alzueta i Montalà
Miquel Alzueta i Montalà (Barcelona, 1956) és un galerista, escriptor i antic editor català. Va estudiar periodisme, i va començar la seva carrera com a editor amb la co-fundació el 1985 de Columna, des d'on va promoure la traducció al català d'autors destacats de la narrativa dels anys 90 com David Leavitt o Tom Sharpe. L'any 2001 va vendre l'empresa al Grupo Planeta i es va reconvertir en galerista, esdevenint representant d'artistes com Regina Giménez, Manolo Ballesteros, Miguel Macaya o l'escultor Gabriel. Més endavant, va ampliar el seu negoci cap a l'interiorisme, especialitzant-se en moble de camp del segle xviii i en les obres d'arquitecte dels anys 50. Actualment gestiona dues galeries, una a l'Empordà i l'altra a Barcelona.
Com a escriptor, ha publicat els llibres de poemes Amb un paper i un llapis (1979), Fulls i hores (1981), Quinze poemes d'abril (1982), Absència (1982) i L'eterna conversa (1983)